# Liste der Baudenkmäler im Bonner Ortsteil Küdinghoven
Die folgende Liste enthält in der Denkmalliste ausgewiesene Baudenkmäler auf dem Gebiet des Bonner Ortsteils Küdinghoven im Stadtbezirk Beuel.
Hinweis: Die Reihenfolge der Denkmäler in dieser Liste orientiert sich an den Straßennamen und ist alternativ nach Hausnummern, Denkmallistennummer oder Bezeichnung sortierbar.
Basis ist die offizielle Denkmalliste der Stadt Bonn (Stand: 15. Januar 2021), die von der Unteren Denkmalbehörde geführt wird. Grundlage für die Aufnahme in die Denkmalliste ist das Denkmalschutzgesetz Nordrhein-Westfalens.
| Bild                            | Bezeichnung                        | Lage                                            | Beschreibung | Bauzeit          | Eingetragen seit | Denkmal- nummer |
| ------------------------------- | ---------------------------------- | ----------------------------------------------- | --- | ---------------- | ---------------- | --------------- |
| weitere Bilder                  | Steinwegekreuz Küdinghoven         | Dornenkreuzstraße / Königswinterer Straße Karte | im Volksmund „Dernenkreuz“ („Derne Kröcks“) genannt                                                                                                  | 1754 (Datierung) |                  | A 1889          |
|                                 |                                    | Dornenkreuzstraße 26 Karte                      | |                  | 1990             | A 1756          |
| ehemaliges Pastorat Küdinghoven | ehemaliges Pastorat Küdinghoven    | Ennerthang 5 Karte                              | |                  |                  | A 2148          |
| weitere Bilder                  | Foveaux-Häuschen                   | Foveauxweg Karte                                | erbaut als Aussichtshäuschen vom Kölner Kaufmann Heinrich-Josef Foveaux aus behauenen Sandsteinquadern und Abbruchmaterial des Klosters Heisterbachs | um 1820          |                  | A 208           |
| weitere Bilder                  | Steinwegekreuz Küdinghoven         | Gallusstraße / Samansstraße Karte               | | 1860             |                  | A 1884          |
| weitere Bilder                  | Steinwegekreuz Küdinghoven         | Gerichtsweg / Königswinterer Straße Karte       | | 1880             |                  | A 1913          |
| weitere Bilder                  | Katholische Pfarrkirche St. Gallus | Kirchstraße Karte                               | Architekten: Christoph Hehne, Karl Friedrich Schinkel                                                                                                | 1843–1845        |                  | A 1535          |
| weitere Bilder                  | Steinwegekreuz/Missionskreuz       | Kirchstraße (Friedhof Küdinghoven) Karte        | | 1763             |                  | A 1882          |
| weitere Bilder                  | Steinwegekreuz Küdinghoven         | Kirchstraße / Dornenkreuzstraße Karte           | auch als „Küdinghovener Dorfkreuz“ bezeichnet | 1743             |                  | A 1890          |
| weitere Bilder                  | Alte Schule Küdinghoven            | Kirchstraße 54 Karte                            | |                  |                  | A 1164          |
| weitere Bilder                  |                                    | Kirchstraße 56–58 Karte                         | Ennertschule |                  |                  | A 1974          |
| weitere Bilder                  |                                    | Königswinterer Straße 300 Karte                 | |                  |                  | A 207           |
|                                 |                                    | Königswinterer Straße 313 Karte                 | |                  |                  | A 610           |
| Forsthaus Hardt                 | Forsthaus Hardt                    | Pützchens Chaussee 228 Karte                    | |                  |                  | A 3850 Wikidata |